# Sas (Genemuiden)
De Sas is een keersluis in de Overijsselse plaats Genemuiden, in de gemeente Zwartewaterland.

## Beschrijving
De keersluis is aangelegd na de stormvloeden van 1862 en 1863 met als doel de bescherming van het achterland, dat gevormd wordt door de polder Mastenbroek. De sluis werd in 1866 gebouwd naar een ontwerp van ir. A.L. de Bruijn Kops van Rijkswaterstaat. De eerste steen werd gelegd op 10 augustus 1866. Een gedenkplaat bij de sluis herinnert aan dit gebeuren. De keersluis ligt in Genemuiden tussen de binnen- en de buitenhaven. De buitenhaven vormt de directe verbinding met het Zwarte Water, het Zwolsche Diep en het IJsselmeer. Voor de aanleg van de Afsluitdijk in 1932 was er een directe verbinding met de Zuiderzee.
De sluisdeuren zijn van hout, de wanden van baksteen en deels van natuursteen. Op de sluis is een rollenbaan waarover een witgeverfde stalen loopbrug bewogen kan worden. Bij de sluis hoort een petroleumkelder. In 1987 werd de sluis gerestaureerd. De sluis is erkend als rijksmonument vanwege de beeldbepalende ligging tussen de beide havens, de zeldzaamheid, de gaafheid en de typologie.